# Agostinho Stefan Januszewicz
Dom Frei Agostinho Stefan Januszewicz, O.F.M.Conv. (Podwojponie, 29 de novembro de 1930 — Juruá, 20 de março de 2011) foi um bispo católico polonês radicado no Brasil. Foi o primeiro bispo da Diocese de Luziânia.

## Biografia
Dom Agostinho ingressou na Ordem dos Frades Menores Conventuais e fez profissão religiosa em 31 de agosto de 1951. Recebeu a ordenação sacerdotal em Varsóvia em 3 de agosto de 1958.
Para se tornar sacerdote fez vários cursos , tais como: 
- Ensino fundamental e básico, Kaletnik / Polônia;
- Ensino Médio, Niepokalanow / Polônia;
- Filosofia – Gniezno / Polônia;
- Teologia – Warszawa (Varsóvia) / Polônia
- Doutorado em Teologia – Universidade Católica em Lublin / Polônia.

Exerceu diversas funções antes de seu episcopado:;,; 
- Mestre de Noviços;
- Coordenador da Missão;
- Custódio;
- Cooperador Constante na Área Pastoral.

### Episcopado
Aos 29 dias do mês de março no ano de 1989, com 31 anos de presbítero, foi nomeado para o episcopado, do qual recebe a ordenação em 10 de junho de 1989, na cidade de Luziânia, sob o lema por ele escolhido: “Per Imaculatam” (Pela Imaculada). Neste dia da ordenação episcopal foi instalada a recém criada Diocese de Luziânia, desmembrada das Dioceses de Anápolis, Ipameri e Uruaçu, da qual Dom Agostinho foi o primeiro bispo diocesano. Aos 15 de setembro de 2004, recebeu da Nunciatura Apostólica a notícia da aceitação de sua renúncia pelo papa João Paulo II.
Durante seu episcopado à frente da diocese de Luziânia exerceu diversas funções, entre elas: 1) Organização de Estruturas Pastorais; 2) Construção da Cúria Diocesana e Residência; 3) Construção de Centro Pastoral Diocesano; 4) Construção da Catedral.
Em janeiro de 2005, foi para a prelazia de Tefé, estado do Amazonas, passando a residir em Juruá. Realizava um antigo sonho de ser missionário na Amazônia, atuando na paróquia Nossa Senhora de Fátima. Morreu de câncer aos 20 dias de março de 2011, em Juruá, onde foi sepultado.